# Xavier Solans i Huguet
Xavier Solans i Huguet   (Barcelona, 17 de juny de 1949 - Sant Cugat del Vallès, 3 de setembre de 2007) fou un científic català, especialitzat en cristal·lografia i mineralogia.

## Biografia
Es llicencià en física a la Universitat de Barcelona l'any 1970, on es doctorà l'any 1977. El 1984 fou catedràtic de cristal·lografia a la universitat d'Oviedo i el 1986 a la Universitat de Barcelona, i del 2000 fins a la seva mort fou director del Departament de Cristal·lografia i Mineralogia de la Universitat de Barcelona.
El seu interès principal era l'ús de mètodes directes per a la determinació sistemàtica de l'estructura cristal·lina de compostos inorgànics i la coordinació que en resulta. Va estar involucrat en la creació i posterior desenvolupament del Laboratori de Difracció de raigs X als Serveis Generals de la UB. Fou president del Grupo Especializado de Cristalografía, fundador del Club de Cristal·lògrafs Catalans i representant espanyol a l'Associació Europea de Cristal·lografia. Autor de més de sis-cents article en revistes científiques, formava part de la llista dels investigadors més citats del món en el camp de la química. El 1998 va rebre la Medalla Narcís Monturiol al mèrit científic de la Generalitat de Catalunya.
El 2006 fou escollit membre de la Reial Acadèmia de Ciències Exactes, Físiques i Naturals. En honor seu, el Grup Especialitzat en Cristal·lografia i Creixement Cristal·lí de la Reial Societat Espanyola de Química convoca des del 2011 el Premi Xavier Solans per apremiar el millor treball en aquest camp.
En el moment del seu traspàs, estava casat amb Montserrat Monfort i tenia dos fills, Xavier i Pau.

## Obres publicades
- Descomposición del factor global de temperatura en el factor de cada átomo, y aplicación del cálculo de la energía de cohesión en la determinación de estructuras cristalina (1977). Tesi doctoral sota la supervisió de Manuel Font i Altaba.
- Introducció a la cristal·lografia (1999). ISBN 978-84-8338-124-3
- Introducció als diagrames de fases (1998). ISBN 8489829519